# Shelburne et Queen's
Shelburne et Queen's fut une circonscription électorale fédérale de Nouvelle-Écosse. La circonscription fut représentée de 1896 à 1925.
La circonscription a été créée d'abord en 1892 d'une partie de Queens et de Shelburne. Abolie en 1924, la circonscription fut redistribuée parmi Queens—Lunenburg et Shelburne—Yarmouth.

## Géographie
En 1892, la circonscription de Shelburne et Queen's comprenait:
- Le comté de Queen's
- Le comté de Shelburne

## Députés
1. 1896-1896 — Francis Gordon Forbes, PLC
2. 1896¹-1911 — William Stevens Fielding, PLC
3. 1911-1917 — Fleming Blanchard McCurdy, Cons.
4. 1917-1925 — William Stevens Fielding, PLC (2)

- ¹ = Élection partielle
- Cons. = Parti conservateur
- PLC = Parti libéral du Canada